# Аделина Попова
Аделина Антон Попова (19 февруари 1891 – 24 февруари 1912) е българска оперна певица.

## Биография
Родена е на 19 февруари 1891 г. в Търново. Завършва началното си образование в София и постъпва във Френския колеж. След тригодишно обучение го завършва с отличие. През 1907 г. заминава за Милано. Чрез конкурс е приета в музикалната консерватория „Джузепе Верди“. Обучението ѝ продължава две години. След това се завръща в България. През 1909 г. изнася първият си концерт в София. На 19 ноември 1909 г. изнася концерт пред царското семейство. През август 1909 г. заминава отново за Милано, за да продължи образованието си. Завършва с отличие през 1911 г. След това се отдава на музикална дейност и творчество.
Умира на 24 февруари 1912 г. от менингит в Милано.